# Litteris et Artibus
Pour l'ancienne récompense autrichienne, voir Insigne impérial et royal autrichien pour la science et l'art.
 (août 2021).
Si vous disposez d'ouvrages ou d'articles de référence ou si vous connaissez des sites web de qualité traitant du thème abordé ici, merci de compléter l'article en donnant les références utiles à sa vérifiabilité et en les liant à la section « Notes et références ».
Litteris et Artibus, expression latine que l'on peut approximativement traduire par « arts et lettres », se réfère à une médaille honorifique royale en argent massif plaqué or attribuée par la maison Bernadotte et originairement conçue aux alentours de 1852-53 par le prince héritier Charles, futur Charles XV. 
Décernée ponctuellement depuis 1860, elle récompense tout bénéficiaire élu au titre de « contributions artistiques — à caractères exceptionnels — essentiellement axées vers les domaines musicaux, théâtraux et littéraires ». Sa face externe représente le buste royal du souverain régnant assorti de l'inscription latine Litteris et Artibus insérée au sein d'une couronne de laurier. Agrémentée d'un large ruban bleu, elle s'appose traditionnellement au niveau du décolleté.

## Historique

### Origines
En 1853, le prince héritier et futur roi de Suède Charles XV institue un Prix du mérite intitulé Pro Litteris et Artibus. Passionné d'arts créatifs et naviguant lui-même dans les sphères artistiques en qualité de poète et peintre à ses heures, son règne se voit ponctué par les progrès issus de l'industrialisation ainsi que par maints développements d'ordre juridique et politique baignant sur fond de liberté religieuse prééminente.
La distinction est initialement octroyée par l'Académie royale des arts (Kungliga Akademien för de fria konsterna) en transitant préalablement par la maison Bernadotte.

### Descriptif
La conception actuelle remonte à 1860. À ses débuts, la médaille est d'abord fabriquée en or 14 carats et sa dimension est de 31,2 mm de diamètre alors que son poids est de 30,6 grammes. De nos jours, la version se décline en argent plaqué or. Le revers de la médaille comporte l'inscription Litteris et Artibus entourée d'une couronne de laurier apposée sur le buste de l'actuel souverain Carl XVI Gustaf.
Deux médailles existent :
La première fait 45 mm de diamètre et montre :
- au recto, le portrait du roi Charles XV (profil droit) avec la légende CAROLUS XV REX SVECIAE ET NORVEGIAE GOTH. ET VAND. (Charles XV roi de Suède et de Norvège). Sous le portrait figure la signature du graveur LEA AHLBORN,
- au verso, dans une couronne de laurier, l'inscription LITTERIS ET ARTIBUS

La seconde fait 33 mm de diamètre et montre :
- au recto, le portrait du roi Charles XV (profil droit) avec la légende CAROLUS XV REX SVECIAE ET NORVEGIAE GOTH. ET VAND. Sous le portrait figurent les initiales du graveur L.A. pour Lea Ahlborn.
- au verso, dans une couronne de laurier, l'inscription LITTERIS ET ARTIBUS.

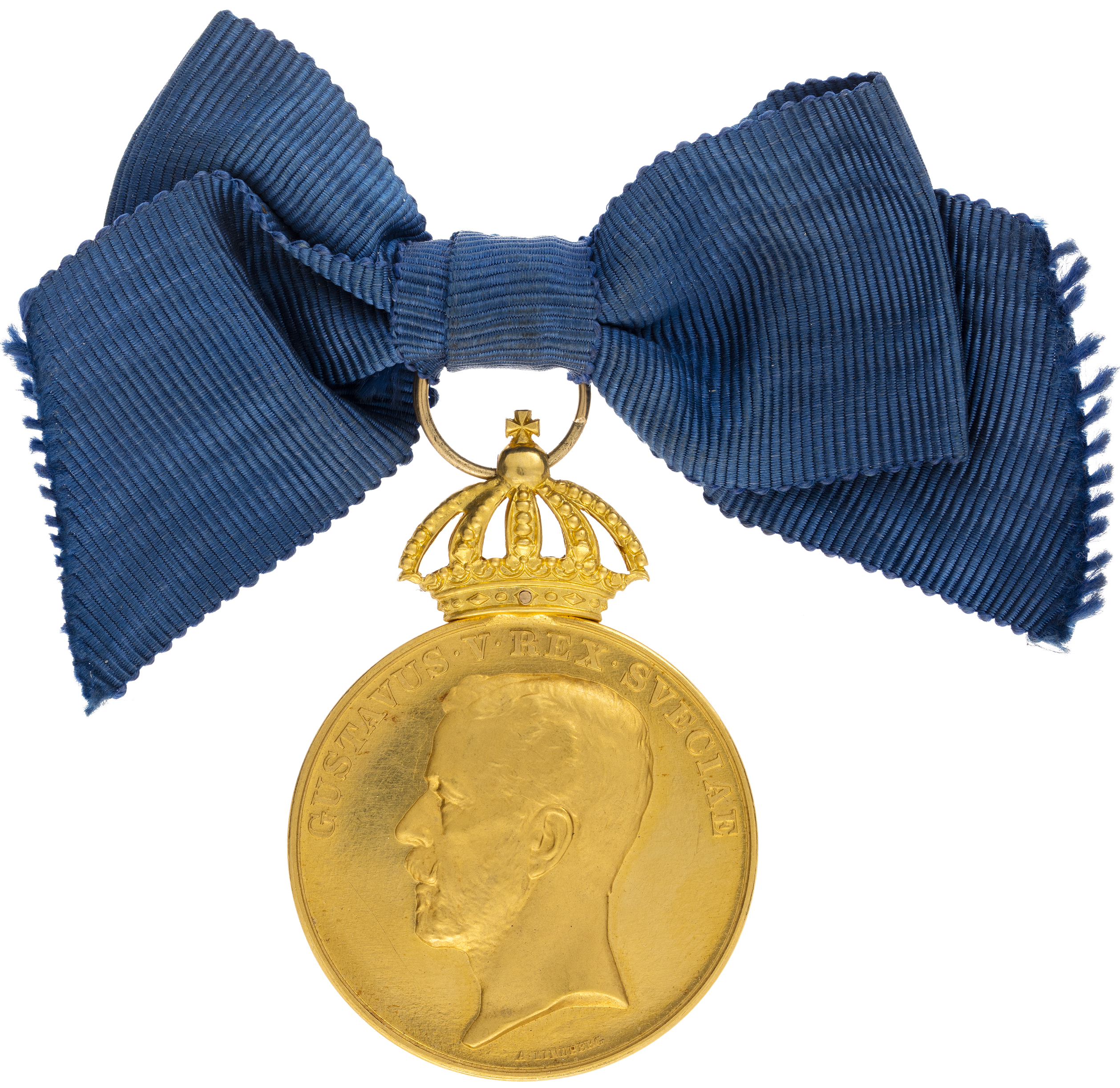
Envers
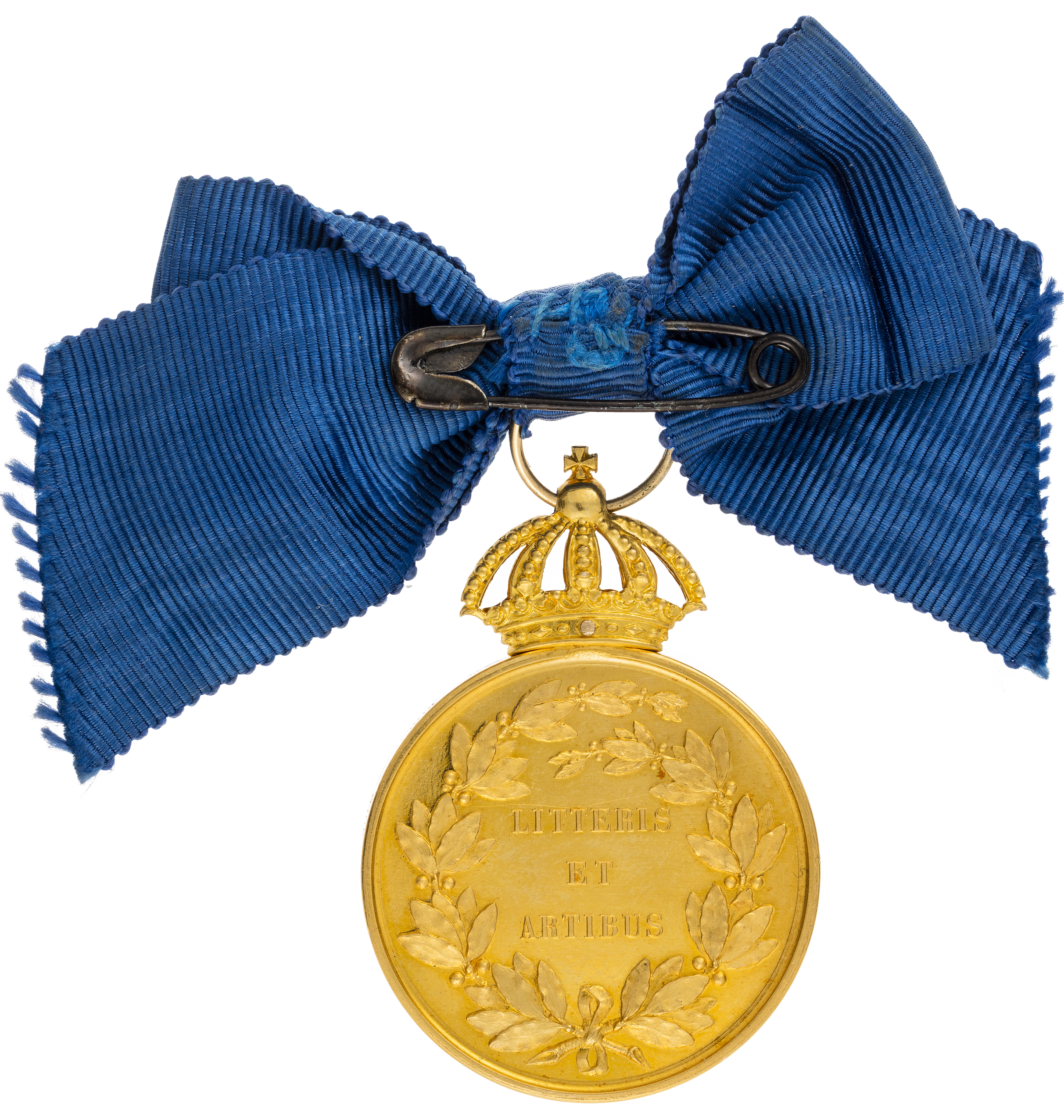
Revers

### Modalités
La décoration est décernée au cours d'une cérémonie consacrée qui se tient deux fois par année. La première a lieu le 28 janvier et la seconde le 6 juin. Lors de chaque session, cinq lauréats sont à chaque fois nommés. La même cérémonie comprend également l'attribution de deux prix connexes :
1. Serafimermedaljen : médaille de l'ordre du Serafin
2. HM Konungens MEDALJ : médaille octroyée par Sa Majesté le Roi

### Concordance
L'Autriche accorde également une distinction apparentée appelée Österreichisches Ehrenkreuz für Wissenschaft und Kunst 1. Klasse "Litteris et Artibus".

## Lauréats

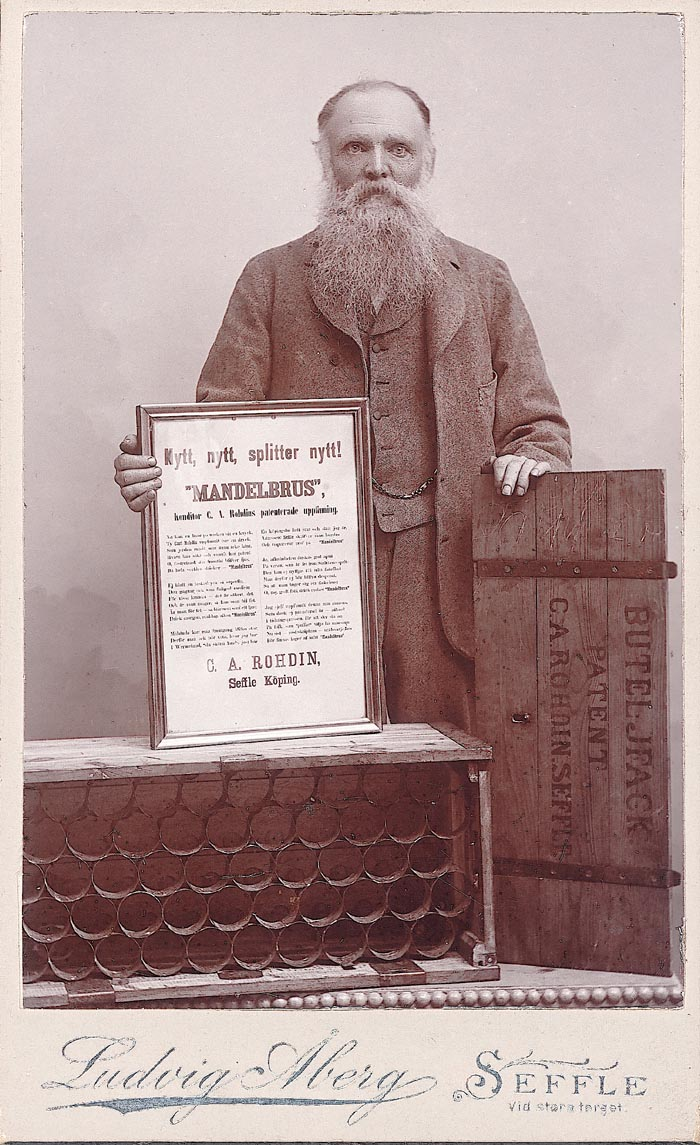
1860 :, premier lauréat suédois de la médaille du mérite Litteris et Artibus.

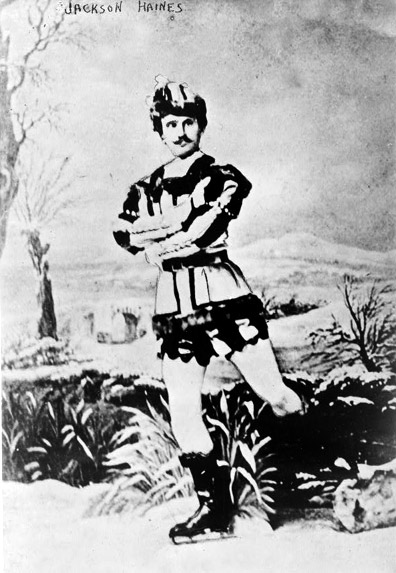
Jackson Haines, Litteris et Artibus 1867.

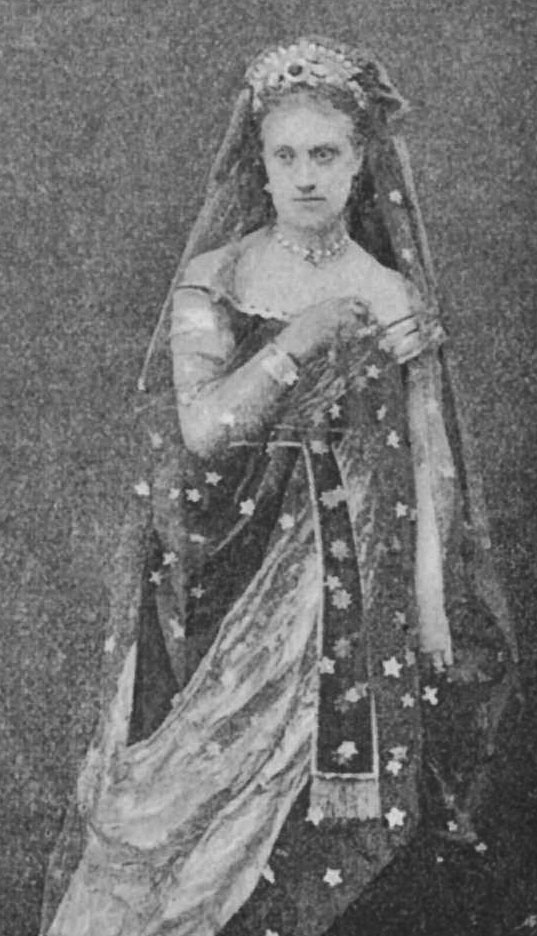
, médaille Litteris et Artibus 1869.

### Carl XVI Gustaf
- 2022 – Patrik Ringborg
- 2020 – Kicki Bramberg, Lisa Larsson, Gunilla Röör, Gary Graden, Per Gudmundson, Sissela Kyle, Johan Ulveson
- 2019 – Gunilla Bergström, Lars Lind, Peter Andersson, Katarina Ewerlöf, Erland Hagegård, Bengt Krantz
- 2018 – Rolf Martinsson, Dan-Olof Stenlund, Iréne Theorin, Helen Sjöholm, Per Åhlin
- 2017 – Elisabeth Eriksson, Ann Hallenberg, Elin Klinga, Lars Humble, Ola Larsmo, Lisa Nilsson
- 2016 – Kerstin Avemo,	Malin Byström, Anders Eljas, Nils Landgren, Lars Lerin, Magnus Lindgren, Elin Rombo, Johannes Öhman
- 2015 – Rigmor Gustafsson, Jan Allan, Katarina Karnéus, Livia Millhagen, Ann Petrén, Per Mattsson, Thérèse Brunnander
- 2014 – Tomas von Brömssen, Pers Anna Larsson, Staffan Mårtensson, Ingela Olsson
- 2013 – Ake Lundqvist, Per Nyström, Vibeke Olsson Falk, Kristina Törnqvist, Sven Wollter
- 2012 – Anders Paulsson, Martin Fröst, Wilhelm Carlsson, Lena Josefsson, Charlotta Larsson, Jan-Erik Wikström
- 2011 – Malena Ernman, Sten Ljunggren, Peter Mattei, Marie Richardson
- 2010 – Bodil Malmsten, Dan Ekborg, Malin Hartelius
- 2009 – Katinka Faragó, Meg Westergren, Roy Andersson, Örjan Ramberg
- 2008 – Lars Norén, Carl-Göran Ekerwald, Gunnar Harding, Inga Landgré, Lars Norén, Malin Ek, Nina Stemme
- 2007 – Reine Brynolfsson, Carola Häggkvist
- 2006 – Henning Mankell, Bobo Stenson, Inger Sandberg, Johan Rabaeus, Lars Gustafsson, Lasse Sandberg
- 2005 – Bertil Norström, Eva Ström, Gunnel Vallquist, Ingvar Hirdwall, Irene Lindh, Jan Troell, Per Tengstrand, Per Wästberg, Peter Jablonski, Putte Wickman
- 2004 – Birgitta Trotzig, Catarina Ligendza, Christian Lindberg, Hillevi Martinpelto, Katarina Dalayman, Knut Ahnlund, Lena Nyman, Lil Terselius
- 2003 – Marie Fredriksson, Eva Bergman, Håkan Hardenberger, Karin Rehnqvist, Kristina Lugn, Lars Amble
- 2002 – Staffan Göthe, Arne Domnérus, Loa Falkman, Jan Sandström, Lena Endre, Olle Adolphson, Pernilla August, Roland Pöntinen, Sven-Bertil Taube, Torgny Lindgren
- 2001 – Anita Wall, Dan Laurin, Kim Anderzon, Majgull Axelsson, Mats Ek, Staffan Göthe, Staffan Valdemar Holm
- 2000 – Björn Granath, Hans Gefors (sv), Krister Henriksson, Maria Gripe, Per Olov Enquist
- 1999 – Björn Ulvaeus, Agneta Pleijel, Anne Sofie von Otter, Lennart Hellsing, Marie Göranzon, Olle Johansson, Stina Ekblad, Willy Kyrklund, Ylva Eggehorn
- 1998 – Kerstin Ekman, Georg Reidel, Gerda Antti, Margareta Ekström
- 1997 – Bo Widerberg, Göran Tunström, Kristina Adolphson, Sara Lidman
- 1996 – Esa-Pekka Salonen, P. C. Jersild, Per Anders Fogelström, Solveig Ternström
- 1995 – Daniel Börtz, Lennart Hjulström
- 1994 – Sven-David Sandström
- 1993 – Gösta Winbergh, Håkan Hagegård, Lars Forssell
- 1992 – Börje Ahlstedt, Harriet Andersson, Tomas Tranströmer
- 1991 – Lars-Gunnar Bodin
- 1990 – Mona Malm, Sven Delblanc, Ulf Johanson
- 1989 – Bibi Andersson
- 1988 – Per Myrberg
- 1987 – Nils Poppe, Anders Öhrwall, Lennart Ehrenlood, Märta Schéle, Gunnar Bucht, Gerd Hagman, Per-Olof Johnson, Artur Lundkvist, Ellen Rasch
- 1986 – Bengt Hambraeus, Jan Malmsjö, Sif Ruud
- 1983 – Birgitta Valberg, Ingvar Kjellson
- 1982 – Ernst Hugo Järegård, Götz Friedrich
- 1981 – Tage Danielsson, Lars Johan Werle, Hans Alfredson
- 1980 – Erik Bruhn
- 1979 – Anders Ek, Gunn Wållgren
- 1978 – Povel Ramel, Gunnar de Frumerie, Dag Wirén
- 1977 – Birgit Cullberg, Alf Henrikson, Lars-Erik Larsson
- 1976 - Margareta Hallin
- 1975 – Astrid Lindgren, Erik Saedén, Margaretha Krook

### Gustaf VI Adolf
- 1973 – Erland Josephson
- 1969 – Eric Ericson, Elisabeth Söderström
- 1968 – Nicolai Gedda
- 1960 – Birgit Nilsson
- 1952 - Marian Anderson[1]

### Gustaf V
- 1948 - Barbro Nilsson
- 1937 – Greta Garbo[2]
- 1935 – Melcher Melchers
- 1934 – Olof Winnerstrand
- 1932 – Oskar Lindberg
- 1930 – Ida Thoresen[3]
- 1928 – Tora Teje
- 1927 – Ida von Schulzenheim
- 1926 – Carl Malmsten, Alice Nordin
- 1925 – Pauline Brunius, Ellen Roosval von Hallwyl
- 1923 – Helena Nyblom
- 1920 – Nanny Larsén-Todsen, Wilhelm Kempff
- 1916 – Hugo Alfvén, Harriet Bosse, Carl Boberg
- 1914 – Alice Tegnér

### Oscar II
- 1907 – Armas Järnefelt
- 1906 – Martina Bergman-Österberg
- 1900 – Adelina Patti
- 1899 – John Forsell
- 1895 – Mathilda Grabow
- 1891 – Thecla Åhlander, Agi Lindegren, Carolina Östberg, Sigrid Arnoldson[4].
- 1890 – Dina Edling
- 1886 – Ellen Hartman
- 1885 – Bertha Tammelin
- 1874 – Béla Kéler

### Charles XV
- 1873 - Joseph Müller ; Pauline Viardot-Garcia, chanteuse française ; Edvard Swartz, acteur suédois ; Robert Brunkal, artiste allemand ; E. Collin ; Edvard Krause ; Henrich Grans ; Johan Peter Cronhamn, professeur.
- 1871 – Henriette Nissen-Saloman, pédagogue suédoise de chant ; Karl Johan Uddman, chanteur suédois à l'Opéra royal de Stockholm ; Karl Gustaf von Sydow ; J.M.T. Busch ; Gustaf Rosbeck ; Johan Svendsen, compositeur, violoniste et chef d'orchestre norvégien.
- 1870 - Siegfried Saloman, compositeur danois ; Karl Oscar Wijkander ; August Nyström, architecte ; Edvard Skill ; Frederik Wilhelm Scholander, architecte suédois.
- 1869 – Louise Michaëli, cantatrice suédoise ; N.C. Schmidt ; Karl Teodor Möller ; J.J. Björklund ; Samuel Wells Williams, sinologue américain.
- 1868 - Albert Bratfisch ; Karl Torsell ; August Melker Myhrberg ; Nils Wilhelm Almlöf, acteur suédois.
- 1867 - Hubert Eugène Bénard, peintre de marine français ; Otto Astrand ; Perg Magnus ; Auguste Demmin, français.
- 1866 - Paul Riant, historien français ; J. H. D. Schou ; John Jacobson ; Josef Tichatschek, chanteur ténor allemand ; Ferdinand von Wright, illustrateur naturaliste finlandais ; E. J. Löfgren ; Adolf Frederik Schwartz ; Alexandre de la Rancheraye, violoniste français ; Matthias Hansen.
- 1865 – Elise Hwasser, actrice suédoise ; L.P.S. Tellefsen ; Adolf Volhelm Kjellström, architecte ; Frans Hedberg ; Adolf Holmberg ; Eugène d'Arnoult, journaliste français ; Müller ; Jan Jakob Kate.
- 1864 - Whilelm Erik Svedelius ; Ivar Hallström, compositeur suédois ; Théodore Martin ; W. C. Friese ; Oscar Adlarik Arpi ; A. W. Rörbye ; Carl Rongsted ; Fritz Ahlgrensson ; Karl Johan Billmark ; G. Hoffman ; V. Kalhouge.
- 1863 - P.E. Schmidt ; C.G.W. Carleman ; Charles-Frédéric Kiörboe ; Wilhelmina Neruda ; H.C. Arentzen ; Joseph Benjamin, explorateur allemand ; C.M. Tenger ; A.C.A. From-Möller ; Carl Zabel ; Émile Vernier, peintre français ; W. Engelhard, sculpteur allemand ; Halfdan Kjerulf, compositeur norvégien ; S. A. Fischer, fabricant de pistolets allemand.
- 1862 - C.A. Grundt ; Karl Plough, éditeur de journal danois ; Frederik Andreas Lincke, musicien militaire danois ; Karl Mäcken ; Karolina Sofia Bock, danseuse, actrice et chanteuse suédoise ; Lea Ahlborn, artiste suédoise ; Klas Henrik Edvard Stalhammar.
- 1861 - J.H. Ojlendorff ; Th. Berg ; W. Kahleis ; F.C. Lund ; P. Hanselli ; W. Christensen.
- 1860 - Maria Bojesen, écrivain danois ; F.C. Madsen, coiffeur danois ; Karl Anders Rohdin, poète suédois ; Edouard d'Aubert, de l'Orchestre royal ; Frédérik Sjösberg ; Joseph Czapek, organiste et chef d'orchestre suédois ; Benjamin Leja ; M. Selmer.
- 1858 - E. Erslew, professeur danois.
- 1857 – Karolina Bock (en), actrice suédoise.

### Sources
- (sv)/(en) Cet article est partiellement ou en totalité issu des articles intitulés en suédois « Litteris et Artibus » (voir la liste des auteurs) et en anglais « Litteris et Artibus » (voir la liste des auteurs).
- (es)/(de) Cet article est partiellement ou en totalité issu des articles intitulés en espagnol « Litteris et artibus » (voir la liste des auteurs) et en allemand « Litteris et Artibus » (voir la liste des auteurs).
- ouvrage de Kärl Löfström (Stockholm - 1935)